# 克里斯蒂娜·瓦赫特尔
克里斯蒂娜·瓦赫特尔（德語：Christine Wachtel，1965年1月6日—），德国女子田径运动员。她曾代表东德、德国参加1988年和1992年夏季奥林匹克运动会田径比赛，其中1988年奥运会获得一枚银牌。